# Michelangelo di Pietro Membrini
Michelangelo di Pietro Membrini noto anche come Michelangelo da Lucca e Maestro del Tondo Lathrop (... – marzo 1525) è stato un pittore italiano, attivo nella Repubblica di Lucca tra il 1484 e il 1525.

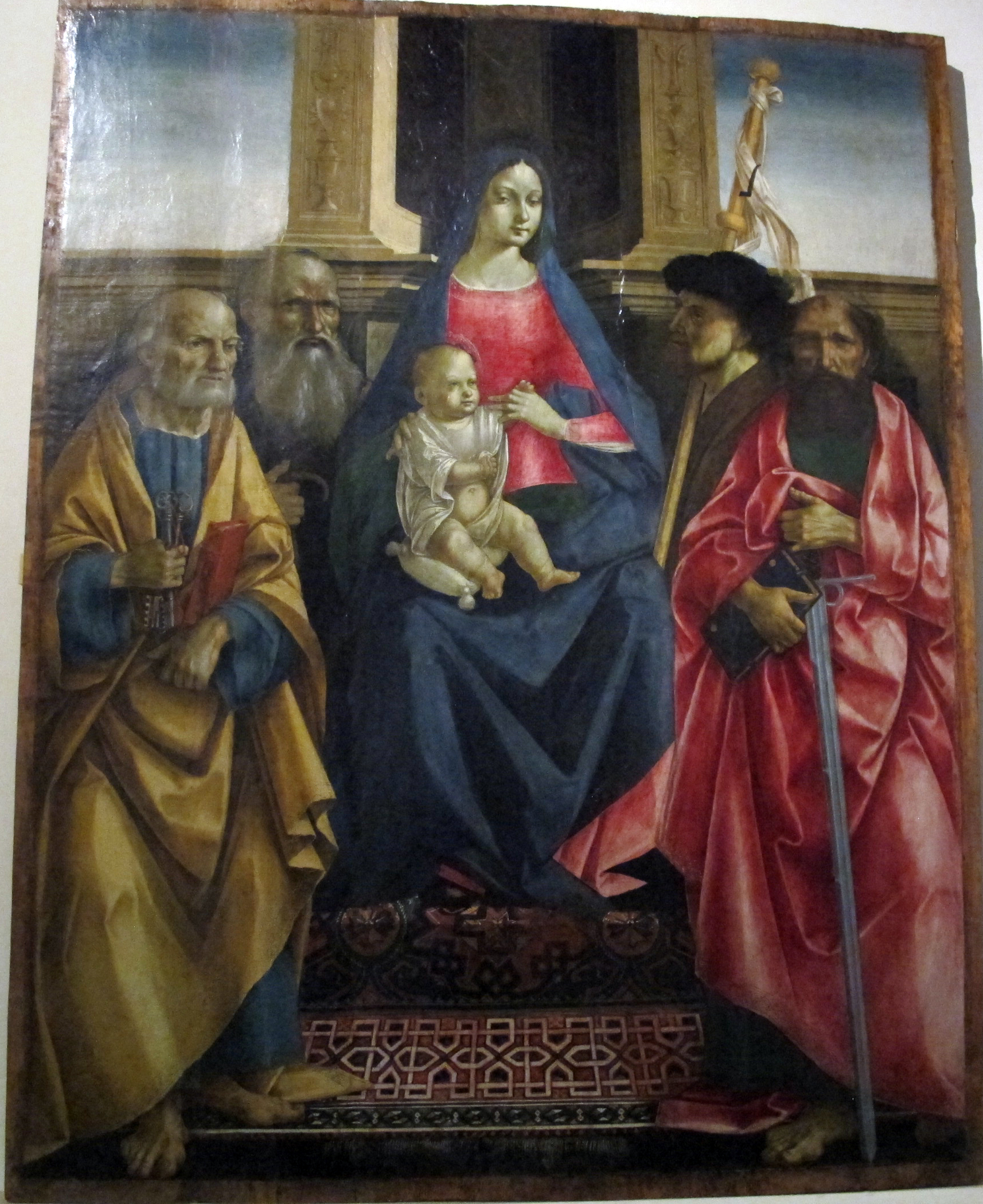
Michelangelo di Pietro Membrini, Madonna in trono tra santi, 1495-1500, chiesa di san Pietro, Ombreglio di Brancoli

Fu uno dei principali artisti rinascimentali dello stato di Lucca. Le sue opere sono conservate nel Museo nazionale di Villa Guinigi e in varie chiese della provincia di Lucca. La prima opera conosciuta venne identificata da Bernard Berenson nella collezione di Francis Lathrop. Lo stile di Michelangelo è testimone dell'influenza dei maestri fiamminghi sugli artisti lucchesi del Rinascimento.

## Biografia
Figlio di un maestro ebanista, Pietro Membrini di Pistoia, Michelangelo si formò, probabilmente, nel laboratorio di suo padre a Pistoia e poi a Lucca, e in seguito, ancora giovane, con grandi maestri della città come Matteo Civitali e Michele Ciampanti, assieme ai suoi contemporanei Francesco Marti, Vincenzo Frediani e  Ansano Ciampanti.
È citato, la prima volta nel 1484, come pittore indipendente, in un documento della città di Lucca per il pagamento di un'opera dipinta per la chiesa di Albiano.
La sua fama tra i pittori di Lucca è attestata da un documento del 1489 che riporta che il vescovo gli affidò, quell'anno, la decorazione del soffitto a cassettoni della grande sala del vescovato e altre opere per la chiesa e per la sua abitazione.
Nel 1490, ebbe per allievo per tre mesi il pittore fiorentino Raffaello de Giovanni.
Nel 1491, lavorò per la pieve di Santa Maria Assunta di Capannori e, nello stesso tempo, eseguì due pannelli per un "cassone" per Iacopo de Nobili.
I numerosi ordini che ottenne gli attirano la gelosia di alcuni dei suoi colleghi, come Antonio Corsi che volle escludere (a parte alcuni particolari) al momento dell'ordine di un dipinto della Madonna col Bambino fra i santi Andrea e Luca per la chiesa di Sant'Andrea di Compito nel 1494.
Sempre molto attivo negli anni 1490, vinse una prestigiosa commissione per un dipinto per Aloiso, signore di Vendôme.
Nel 1497, in collaborazione con Matteo Civitali, realizzò un dipinto di Vincenzo Frediani per Tempagnano di Capannori e, verso la fine del decennio, un tondo della Madonna col Bambino fra i santi Girolamo Caterina ed un donatore, per la famiglia Guinigi di Lucca (che gli ha valso il nome di "anonimo Maestro del Tondo Lathrop" prima della sua certa attribuzione da parte di Bernard Berenson e Federico Zeri).

## Opere
- Annunciazione, Dio Padre e storie della vita di Cristo (1504), Chiesa della SS. Annunziata, Lucca
- Tre tavole con Madonna con Bambino e santi (1500-1510), Museo Nazionale di Villa Guinigi, Lucca
- Tavola con San Rocco, Chiesa di Santa Maria Maggiore, Pisa
- Madonna con bambino in trono e santi (1495-1500), Chiesa di san Pietro, Ombreglio di Brancoli
- Sant'Antonio Abate tra santi Bartolomeo, Francesco d'Assisi, Vincenzo Ferrer e Andrea, Chiesa di San Pier Somaldi, Lucca
- Madonna con Bambino in trono e santi Giacomo Maggiore e Cristoforo, Chiesa di San Cristoforo, Lammari
- Madonna con Bambino e santi (1509), Chiesa di Santa Maria Assunta e San Giovanni Evangelista, Marlia
- Madonna con Bambino in trono con angeli e santi Cassiano e Biagio, e lunetta con Cristo in pietà con simboli della Passione, Chiesa di San Cassiano a Vico, Lucca
- Madonna col Bambino fra i santi Girolamo e Caterina ed un donatore, tondo[2], per la famiglia Guinigi, poi nella collezione Lathrop, e oggi al Getty Museum.
- San Gerolamo e san Giuseppe con un donatore, tempera e olio su pannello, 152,4 cm × 86,4 cm, venduta all'asta da Christies[3].